# Bernard Degaudenzi
Bernard Degaudenzi es un deportista suizo que compitió en vela en la clase 470. Ganó una medalla de bronce en el Campeonato Europeo de 470 de 1969.

## Palmarés internacional
| Campeonato Europeo | Campeonato Europeo   | Campeonato Europeo | Campeonato Europeo |
| Año                | Lugar                | Medalla            | Clase              |
| ------------------ | -------------------- | ------------------ | ------------------ |
| 1969               | Castiglione (Italia) | Medalla de bronce  | 470                |